# Mike Pompeo
Michael Richard Pompeo, dit Mike Pompeo, né le 30 décembre 1963 à Orange, en Californie, est un militaire, avocat, homme d'affaires et homme politique américain, secrétaire d'État des États-Unis de 2018 à 2021.
Membre du Parti républicain, il est élu du Kansas à la Chambre des représentants des États-Unis de 2011 à 2017, puis directeur de la Central Intelligence Agency (CIA) de 2017 à 2018. Le président Donald Trump le nomme secrétaire d’État des États-Unis en 2018.

## Éléments personnels

### Origines et carrière militaire
D'ascendance italienne en partie, sa grand-mère paternelle Fay Brandolino était la fille de Giuseppe Brandolino et de Carmela Sanelli, émigrés aux États-Unis depuis Caramanico Terme. Il entre dans l'armée américaine en 1986. Après l'armée, qu'il quitte en 1991, il obtient un diplôme de juris doctor à Harvard.

### Études et carrière professionnelle
Mike Pompeo étudie à l'Académie militaire de West Point et se spécialise en ingénierie mécanique. Il devient avocat à Washington, D.C. pendant deux ans puis homme d'affaires au Kansas. Pompeo lance l'entreprise Thayer Aerospace, dont il devient PDG ; après l'avoir vendue en 2006, il devient président de Sentry International, équipementier de champs d'exploitation de pétrole.

## Parcours politique

### Représentants des États-Unis
Proche du Tea Party et adhérant à la thèse de la controverse sur le réchauffement climatique, il se présente en 2010 à la Chambre des représentants des États-Unis dans le quatrième district du Kansas, un district républicain centré sur Wichita. Le représentant républicain sortant Todd Tiahrt est candidat au Sénat. Pompeo remporte la primaire en réunissant environ 40 % des suffrages devant la sénatrice de l'État Jean Schodorf et l'homme d'affaires Wink Hartman. Il est élu représentant avec 58,8 % des voix contre 36,5 % pour le démocrate Raj Goyle. À la Chambre des représentants, il acquiert la réputation de présenter des projets de loi favorables aux frères Koch, qui financent ses campagnes électorales.
N'ayant pas réussi à se faire élire sénateur, Tiahrt tente en 2012 de reconquérir son ancien district. Cependant, Pompeo semble le favori de la primaire républicaine et bat largement Tiahrt en rassemblant plus de 60 % des suffrages. Pompeo est réélu avec 62,2 % des voix lors de l'élection générale. Il remporte 66,7 % des suffrages en 2014.
Pompeo a critiqué la décision de l'administration Obama de mettre fin aux prisons secrètes de la CIA (soi-disant « sites noirs ») et l'exigence de l'administration selon laquelle tous les interrogateurs respectent les lois anti-torture.

### Directeur de la CIA
Le 18 novembre 2016, Donald Trump annonce vouloir le nommer à la tête de la CIA. Confirmé par le Sénat par 66 voix contre 32, il prend ses fonctions le 23 janvier 2017. Sa nomination est critiquée, ayant affirmé qu'il était favorable à l'espionnage de masse de dirigeants étrangers, et à ce qu'Edward Snowden soit jugé et éventuellement condamné à mort. Il explique en outre vouloir d'une CIA plus « agressive, brutale, impitoyable, implacable — vous choisissez le mot ». À ce poste, il devient proche du président.

### Menaces sur le journaliste Julian Assange
Il projette en 2017 l'assassinat du journaliste Julian Assange, alors réfugié à l’ambassade d’Équateur à Londres, avant d'y renoncer par crainte des réactions internationales.
En août 2022, quatre citoyens des États-Unis, portent plainte contre lui pour avoir violé le IVe amendement de ce pays, s'opposant a des recherches et saisies déraisonnables. En l’occurrence, ils ont été abusivement espionnés, pour avoir visité le journaliste Julian Assange, lorsqu'il était réfugié dans l'ambassade de l'Équateur à Londres

### Secrétaire d'État

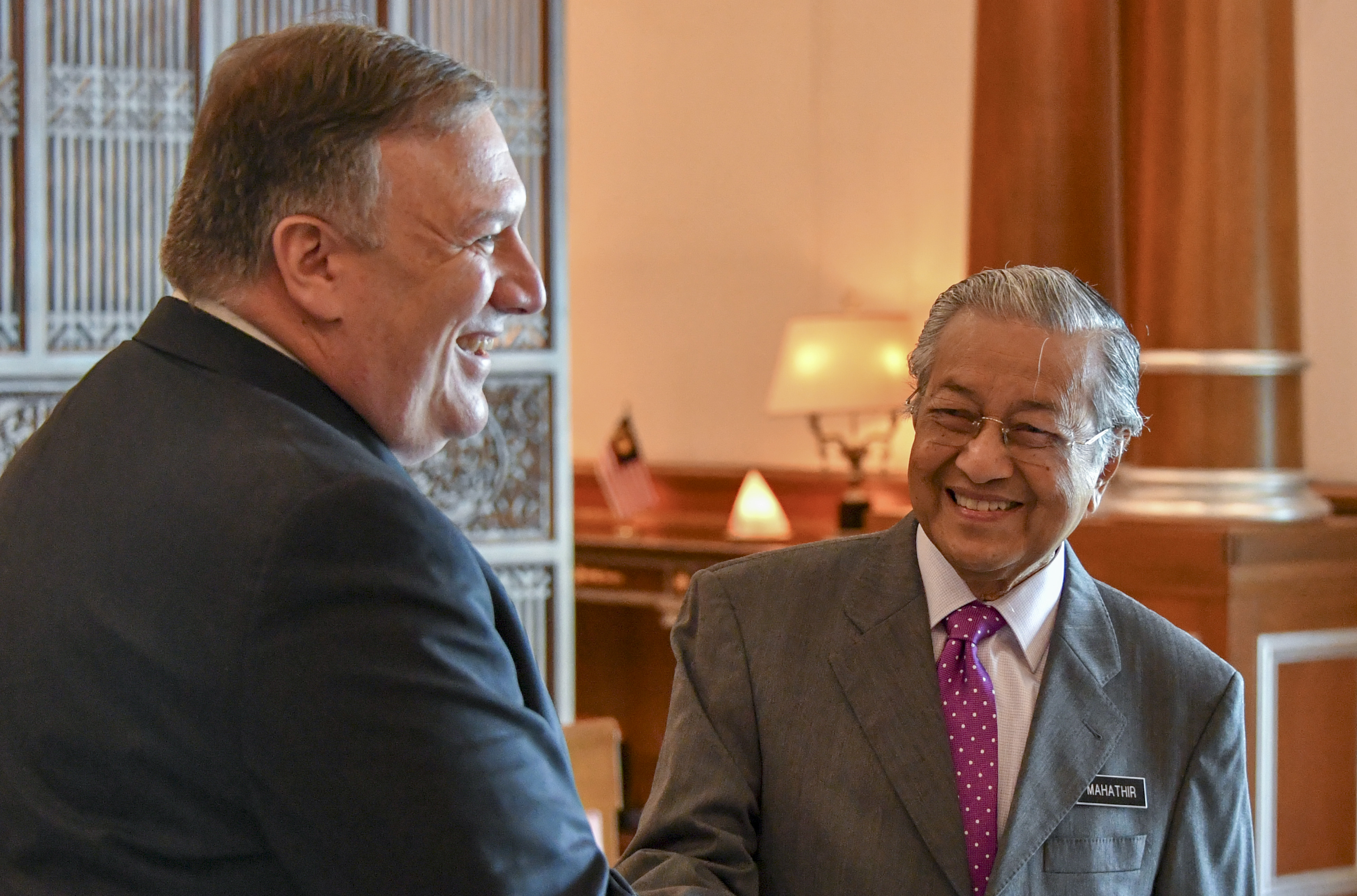
Mike Pompeo et le Premier ministre malaisien Mahathir Mohamad en 2018.

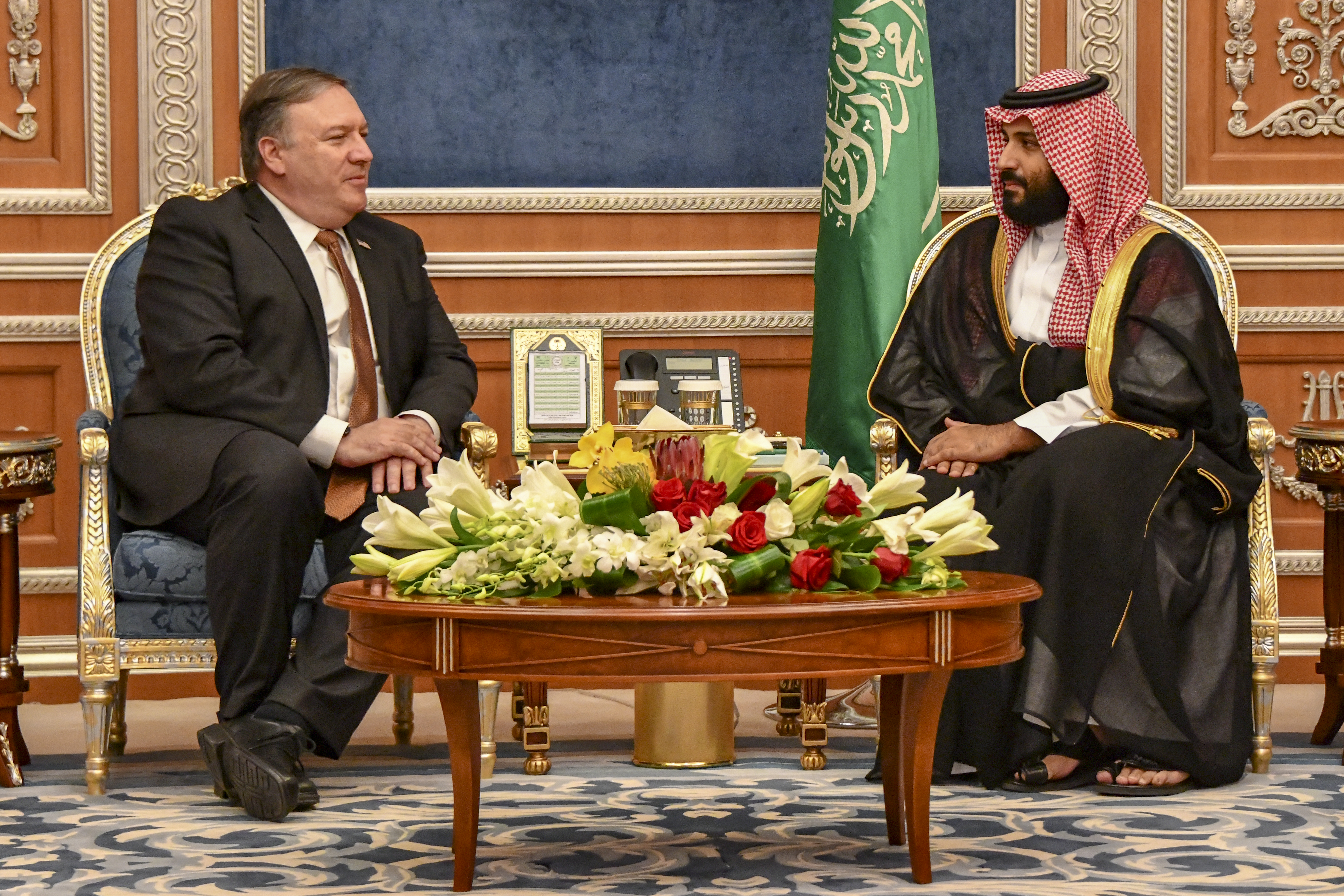
Mike Pompeo et Mohammed ben Salmane le 16 octobre 2018 à Riyad.

Le 13 mars 2018, dans un tweet, Trump limoge le chef de la diplomatie américaine Rex Tillerson et nomme Pompeo secrétaire d'État. Le Sénat approuve sa nomination le 26 avril suivant, par 57 voix contre 42. Pompeo obtient moins de voix que lors de sa précédente confirmation, de nombreux démocrates lui reprochant notamment son caractère belliqueux. Il est par exemple décrit comme faisant partie des « faucons » vis-à-vis de l'Iran,,,.
Il parvient en 2019 à contourner l'opposition du Congrès à l’accroissement des ventes d’armes à l'Arabie saoudite, critiquée pour l'assassinat du journaliste Jamal Khashoggi et la guerre au Yémen, en recourant à une procédure d'« urgence » pour débloquer 22 contrats d'armement en souffrance pour un montant total de 8 milliards de dollars.
Lors de son mandat, Donald Trump engage le retrait des troupes américaines d'Afghanistan et négocie avec les rebelles talibans concernant l'avenir du pays. En 2019, son gouvernement demande la libération du principal chef des Talibans, le mollah Abdul Ghani Baradar, qui avait été arrêté en 2010 par les services pakistanais. Mike Pompeo décrit alors les Talibans comme d'importants alliés des États-Unis contre le terrorisme.

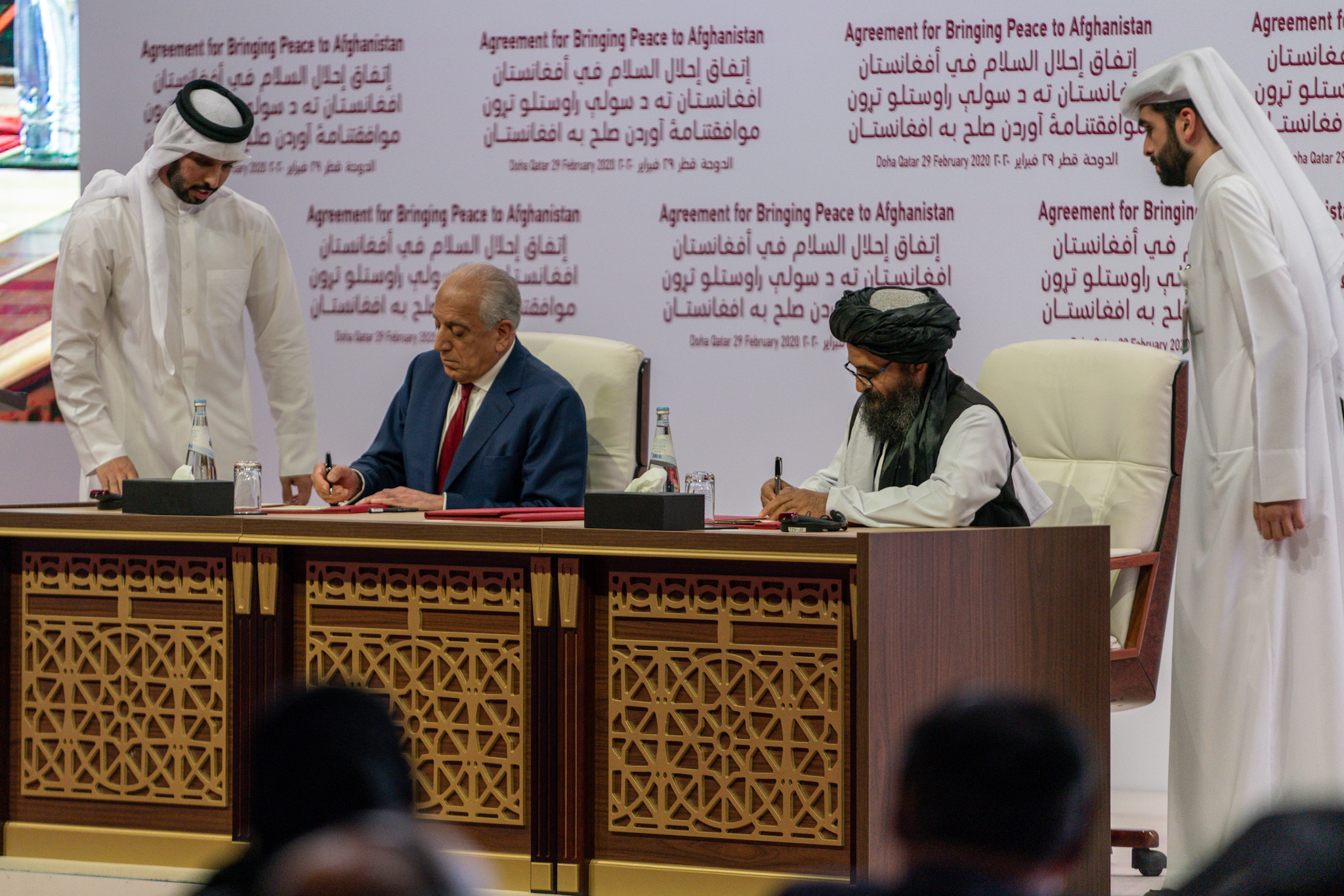
Signature de l'accord de paix avec les Talibans, auquel a participé Pompéo en tant que témoin.

En février 2020, il organise un accord avec les Talibans, prévoyant la fin des hostilités entre les États-Unis et ces derniers. Le signataire américain est Zalmay Khalilzad et les Talibans sont représenté par le mollah Abdul Ghani Baradar, à Doha au Qatar. Pompéo est présent en tant que témoin.
Donald Trump licencie en mai 2020 l’inspecteur général Steve Linick qui avait lancé une enquête sur Mike Pompeo. Ce dernier était visé par plusieurs plaintes selon lesquelles il aurait confié  à une personne nommée par le pouvoir politique des tâches domestiques à son bénéfice et à celui de son épouse,. Les journalistes considère que Trump à procédé à ce licenciement pour rendre service à Pompéo.
Mike Pompeo se rend en Israël en mai 2020 pour s'entretenir avec le Premier ministre Benyamin Netanyahou du projet d'annexion, soutenu par l’administration Trump, des territoires palestiniens occupés. Pompeo se rend une nouvelle fois en Israël en août 2020 à la suite de l'accord de paix entre Israël et les Émirats arabes unis. En novembre 2020, lors d'une nouvelle visite dans l'État hébreu, il visite une implantation israélienne en Cisjordanie et se rend sur le plateau du Golan.
En janvier 2021, il se félicite d'avoir mis fin à « des décennies de politique d'apaisement et d'engagement erroné » envers le Parti communiste chinois.
Le 7 janvier 2021, le département d'État, sous la direction de Mike Pompeo, charge les diplomates de reconnaître Joe Biden comme président élu. Le lendemain, le secrétaire Pompeo rencontre son successeur désigné, Antony Blinken.

### Après le département d’État
Pompeo envisage dans un premier temps de participer aux primaires présidentielles de 2024. Il publie ses mémoires, Never Give an Inch: Fighting for the America I Love et critique Trump, des reproches très limités face à l'électorat républicain. Face à des sondages médiocres, il annonce en avril 2023 qu'il ne sera pas candidat à la présidence sans exclure d'autres tentatives dans le futur.

## Prises de position
Lors d’un discours prononcé le 6 mai 2019 au Conseil de l'Arctique, en Finlande, Mike Pompeo estime à propos du changement climatique qu’il ouvre de « nouvelles opportunités pour le commerce »,.
Lors d’une conférence de presse tenue le 8 mai 2019 à Londres avec le secrétaire d'État aux Affaires étrangères et du Commonwealth, Jeremy Hunt, il déclare que le soutien apparent du président du Parti travailliste Jeremy Corbyn au président vénézuélien Nicolás Maduro est « dégoûtant ». En effet, le Parti travailliste a refusé de condamner le gouvernement de Maduro.
Le 28 mai 2019, lors d'entretiens non publics entre Pompeo et la Conférence des présidents des grandes organisations juives américaines (en), un des interlocuteurs de Pompeo lui demande si, au cas où le travailliste britannique Jeremy Corbyn serait élu et où la vie deviendrait très difficile pour les Juifs au Royaume-Uni, il serait prêt à agir. Pompeo répond : « Nous n'attendrions pas qu'il fasse ces choses pour le contrecarrer » (« to push back »). Cette réponse est saluée par des applaudissements de ses interlocuteurs.

## Historique électoral

### Chambre des représentants
| Année | Mike Pompeo | Dem    | Lib   | Reform | Ind    |
| ----- | ----------- | ------ | ----- | ------ | ------ |
| Année |             |        |       |        |        |
| 2010  | 58,8 %      | 36,5 % | 2,3 % | 2,3 %  | —      |
| 2012  | 62,2 %      | 31,6 % | 6,2 % | —      | —      |
| 2014  | 67,0 %      | 33,0 % | —     | —      | —      |
| 2016  | 60,9 %      | 29,6 % | 2,7 % | —      | 6,19 % |

## Ouvrages
- (en) Never Give an Inch: Fighting for the America I Love (en) [« Ne cédez jamais d’un pouce. Se battre pour l'Amérique que j'aime »], Broadside Books, 2023.